# Lopar (Fojnica, BiH)
Lopar je naseljeno mjesto u općini Fojnica, Federacija Bosne i Hercegovine, BiH.

## Stanovništvo

### 1991.
Nacionalni sastav stanovništva 1991. godine, bio je sljedeći:
ukupno: 10
- Hrvati - 10

### 2013.
Nacionalni sastav stanovništva 2013. godine, bio je sljedeći:
ukupno: 122
- Hrvati - 119
- ostali, neopredijeljeni i nepoznato  - 3

## Vanjske poveznice
- Satelitska snimka[neaktivna poveznica]